# Sarah Elizabeth Wardroperová
Sarah Elizabeth Wardroperová, rozená Bisshoppová (12. listopadu 1813 – 14. prosince 1892) byla anglická zdravotní sestra, která pracovala jako vrchní sestra v Nemocnici sv. Tomáše (anglicky: St Thomas' Hospital) v Londýně. Byla také první ředitelkou ve Zdravotnické škole Nightingalové (anglicky: Nightingale School of Nursing), která působila ve stejné nemocnici.

## Život

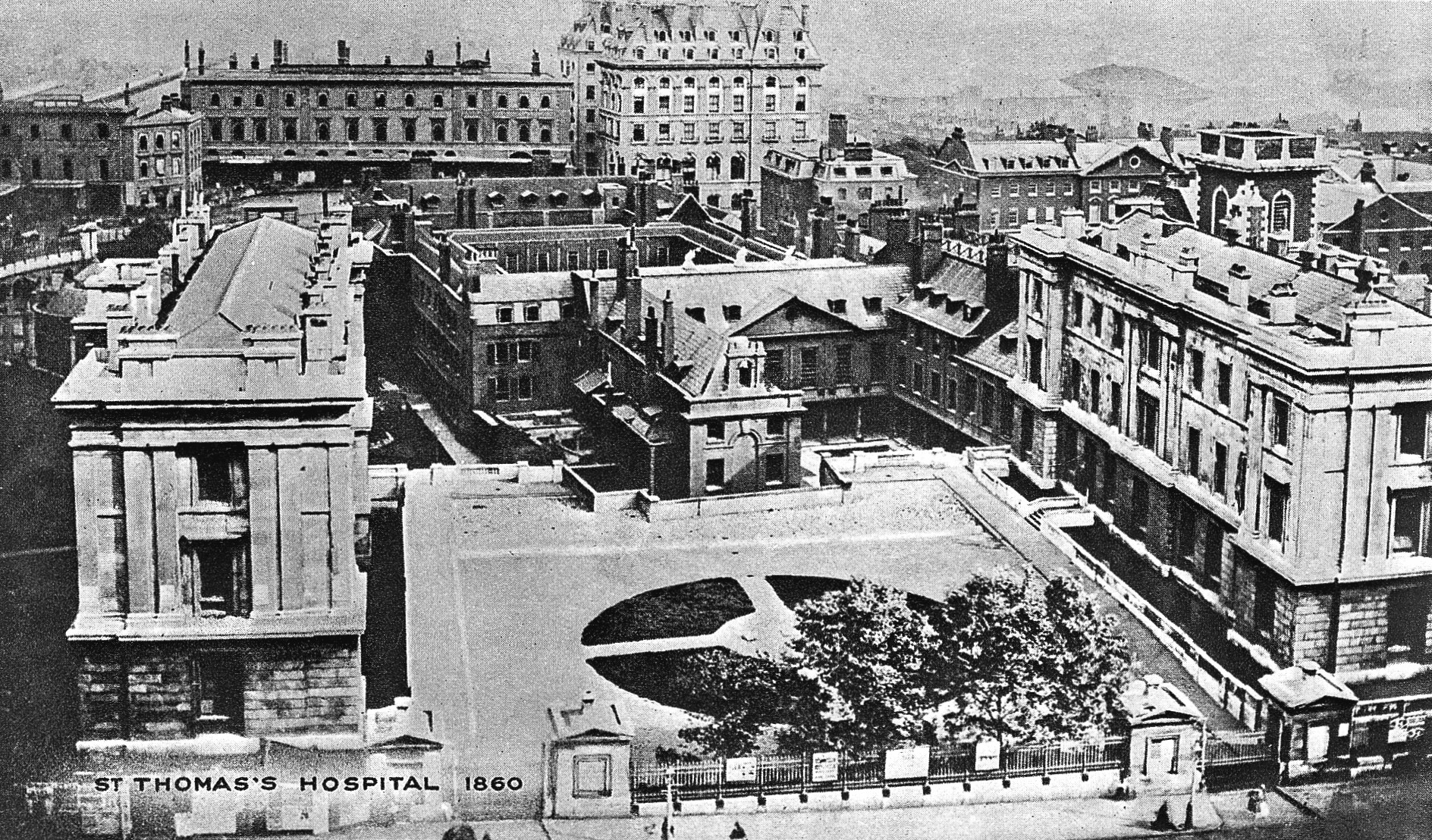
Nemocnice sv. Tomáše v Londýně, rok 1860.

Narodila se ve West Burtonu v hrabství West Sussex 12. listopadu 1813. V roce 1840 se provdala za Woodlana Wyatta Wardropera, lékaře z Arundelu, který však v roce 1849 zemřel.
V lednu 1854 byla 42letá vdova starající se o čtyři děti jmenována vrchní sestrou v Nemocnici sv. Tomáše v Londýně. Místo získala díky svému všeobecnému vzdělání a dobrým organizačním schopnostem, ač neměla žádné zkušenosti s ošetřovatelskou prací, kromě starosti o vlastní rodinu. Ačkoliv v té době profese zdravotní sestry byla stále z větší části zaměstnáním nevalné pověsti, podařilo se ji z Nemocnice sv. Tomáše vytvořit reformované pracoviště s profesionální ošetřovatelskou péčí. V roce 1860 byla v nemocnici založena výcviková škola pro zdravotní sestry z fondu Nightingalové a Wardroperová byla jmenována její ředitelkou.
Florence Nightingalová si Nemocnici sv. Tomáše pro svou novou školu z velké části vybrala kvůli schopnostem Wadroperové. Nightingalová, Wardroperová a Whitfield pracovali ve společné shodě, ve snaze vybudovat školu, která byla první světskou školou pro výcvik zdravotních sester na světě. Nicméně Wadroperová se o školu tolik nezajímala. Pro Nightingalovou zůstávala „nemocničním géniem“, pro svou schopnost účinně nasazovat sestry na jednotlivá nemocniční oddělení a také díky názoru, aby vycvičené zdravotní sestry odcházely do dalších zdravotnických zařízení. Léta blízce spolupracovala se sekretářem Rady fondu Nightingalové, Henrym Bonhamem Carterem, a společně posílaly vycvičené řadové i vrchní sestry do dalších zařízení, kam s sebou přinášely nové vysoké standardy. Také brala do Nemocnice sv. Tomáše návštěvy, aby jim ukázala jak reformovaný systém pracuje. Jménem Nightingalové pak sama navštěvovala jiné nemocnice, o kterých bylo uvažováno jako o místech dalšího působení vycvičených sester ze sv. Tomáše.
Zemřela v East Grinsteadu v Anglii ve věku 79 let. V květnu 1894 byl v kapli Nemocnice sv. Tomáše arcibiskupem z Canterbury odhalen její památník. Jde o mramorový basreliéf zobrazující sochu dobrého samaritána vytvořeného sochařem Georgem Tinworthem.